# 창원 성산 패총
창원 성산 패총(昌原 城山 貝塚)은 대한민국 경상남도 창원시 성산구 외동에 위치한 철기시대 초기의 대규모 패총이다. 1974년 11월 2일 대한민국의 사적 제240호 마산외동성산패총으로 지정되었으나, 2011년 현재의 명칭으로 변경되었다.

## 개요
패총은 선사시대에 인류가 조개를 먹고 버린 껍데기와 생활쓰레기가 쌓여 이루어진 것으로 조개더미 유적이라고도 하는데 당시의 생활모습을 알 수 있는 유적이다.
창원평야의 중심부에 있는 낮은 구릉에 있고, 구릉의 꼭대기는 평평한 지형을 이루고 있다. 비탈진 곳에 조개더미들이 쌓여있는데 A지구, B지구, C지구라 부른다. 쌓임층은 가장 위에 겉흙층이 있고, 그 아래에 조가비층이 있으며, 바닥에는 부식토층이 깔려 있다.
발굴한 결과 A지구의 겉흙층에서는 신라 토기와 근대 도자기들이 나왔고, 조가비층의 윗부분에서는 중국 한나라 때 처음으로 만든 오수전이라는 화폐와 토기가 나왔으며, 아랫부분에서는 민무늬토기(무문토기)와 간석기(마제석기)가 나왔다. B지구에서는 적갈색 연질토기, 회청색 경질토기 등과 철기가 나왔고, C지구에서는 민무늬토기와 반달돌칼, 돌도끼, 와질토기 등이 나왔다.
구릉 꼭대기에는 흙으로 쌓은 성의 일부가 남아 있었으나 성벽에서 수습된 토기는 이 성이 조개더미 유적과 관계가 적은 신라 때의 것임을 밝혔다. 그러나 조개더미의 일부가 신라 때까지 계속 쌓인 것으로 볼 수도 있다.
유적에서 나온 오수전은 유적의 처음 쌓인 시기를 알려주는 자료로서 기원전·후 시기부터 유적이 형성된 것으로 보인다. 또한 신라토기의 형식을 보면 A·D 4세기 무렵까지 이어지며, 성벽에서 나온 중국 당나라 화폐인 개원통보의 연대를 통해서 A·D 5세기 무렵까지도 계속 이어지는 유적임을 알 수 있다.
성산 패총은 그 위치나 규모로 보아 오랜 기간 동안 창원지역의 중심지이었음을 보여주며, 창원 분지내에 있는 내동 패총, 가음정동 패총 등의 유적과 함께 당시의 생활유적으로 중요하다.

## 유물전시관
창원 성산 패총은 창원시 성산구 외동에 위치한 철기시대 초기의 대규모 패총이다. 창원공업단지 조성으로 인하여 창원시 외동 성산마을에서 발굴, 조사되었다. 1974년 11월 2일 사적 제240호로 지정하였다. 많은 양의 각종 토기류, 골각기류, 철기류, 석기류 등이 출토되어 당시의 생활상을 연구하는 데 귀중한 연구자료가 되고 있다. 패총은 선인들이 먹고 버린 조개껍질이 쌓여 층을 이루고 있는 조개무더기 유적을 말한다. 주로 바닷가와 호숫가에 형성되어 있으며, 창원은 마산만의 바닷물이 지금의 창원시내 반송동까지 들어와 시내 곳곳에 패총이 이루어져 있다. 1975년에 야철지 보호각을 건립하여 야철지를 발굴할 당시의 상태대로 보존하고 있으며, 이듬해에는 유물전시관을 건립한 뒤 성산패총에서 출토된 유물들을 전시하여 일반인들에게 역사교육의 자료로 공개 활용하고 있다. 매년 3월 31일 야철제례가 열리고 있다.

### 주요 시설
- 유물전시관
  - 1층 - 신석기, 청동기, 삼한, 삼국시대 유물전시
  - 2층 - 어로와 수렵생활, 농경생활, 장신구와 신앙생활, 삼한시대 대외교류
- 야철지, 패각총, 성곽, 전시관 및 전망대

### 관람 안내
- 관람료 무료
- 연중무휴(9:00~18:00, 동절기에는 ~17:00)
- 음식물 반입불가

## 참고 자료
- 창원 성산 패총 - 국가유산청 국가유산포털
- 창원시청 홈페이지 - 성산패총